# 와이토모

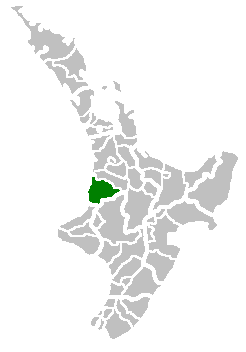
와이토모의 위치

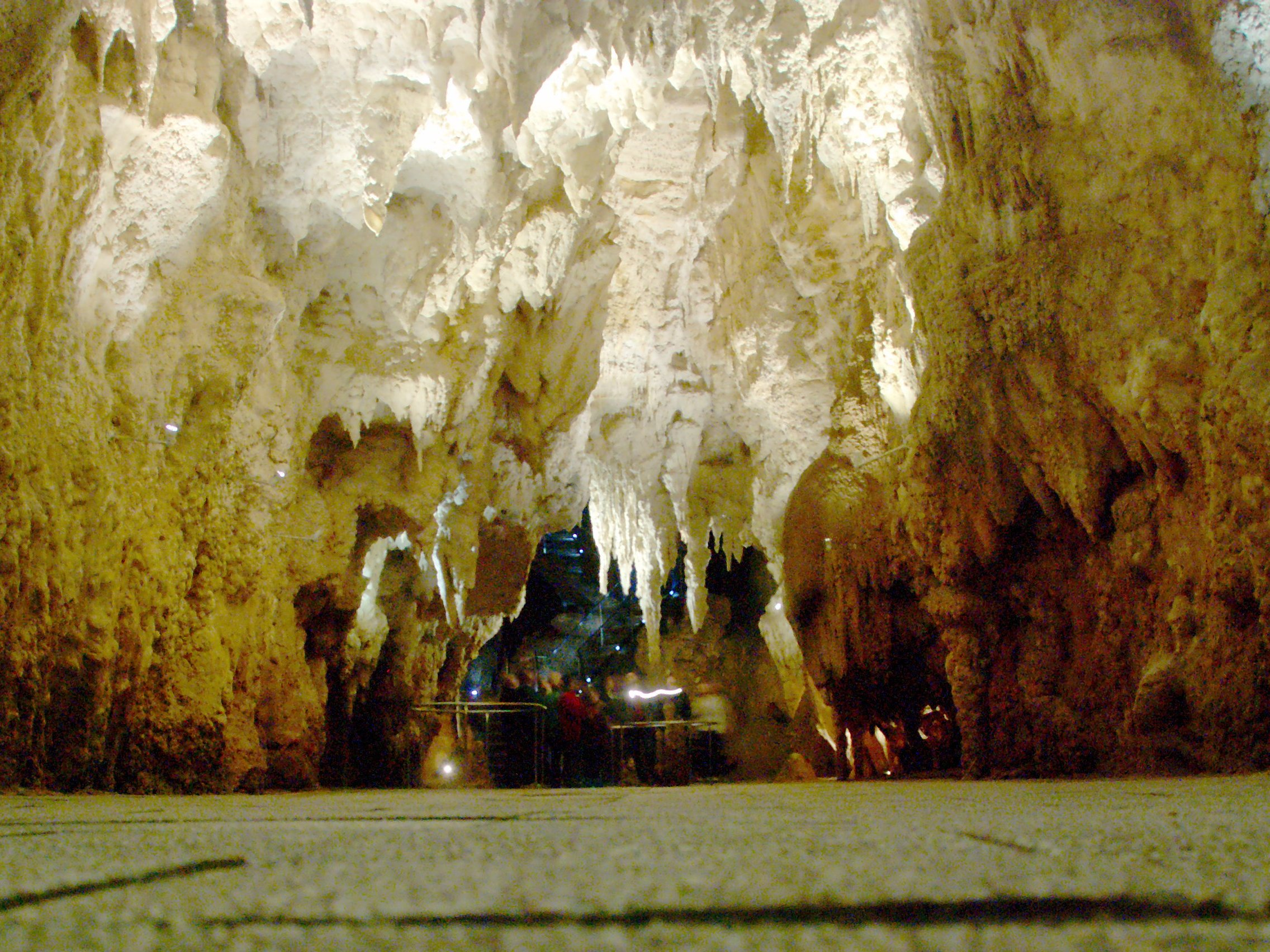
와이토모 동굴의 내부

와이토모 구(Waitomo District)는 뉴질랜드 북섬의 킹컨트리 지방의 북쪽에 위치한 구이다. 구의 작은 부분으로 티로아 타운이 있고, 마너와투 왕거누이 지방에 자리를 잡고 있다.

## 개요
와이토모 구 의회는 테 쿠이티에 있으며, 그곳의 인구는 4,419명으로 인구가 적은 편에 속한다. 이 지역의 다른 어떤 구도 인구 500명을 넘지 않는다. 이 지역의 전체 인구는 2006년 인구 조사에서 9,441명으로 나타났고, 그 중 39%가 마오리족이었다. 이 구의 전체 면적은 3,546.76km2로 94.87% 와이카토 지역에 위치하며, 5.13%만 마너와투 왕거누이 지방에 있다. 와이카토 구는 1976년에 지정됐다.
이 지역의 주요 산업으로는 목양과 임업, 그리고 석회암 채석업이 있다. 이 지역에는 카르스트 동굴인 와이토모 동굴이 가장 유명하며, 테 쿠이티의 북서쪽 12 km 지점에 있다. 이곳 와아토모 지역에는 많은 다른 석회암 동굴들이 발견된다.
와이토모는 또한 1908년부터 지어진 고풍스런 호텔로도 유명하다. 1930년에 증축이 있었던, 호이토모 케이브 호텔은 와이토모 마을을 전망할 수 있는 곳이다. 현재 구의 구청장은 브라이언 한나이며, 전 현직 구청장이었던 마크 암몬을 지방선거에서 누르고 당선됐다.

## 인구
| 연도  | 인구  | ±% p.a. |
| ----- | ----- | ------- |
| 2006  | 9,438 | —       |
| 2013  | 8,907 | −0.82%  |
| 2018  | 9,303 | +0.87%  |
| 출처: |       |         |